# عبدللینو (شهرستان کارماسکالینسکی، باشقیرستان)
عبدللینو (انگلیسی: Abdullino, Karmaskalinsky District, Bashkortostan) یک شهرک در شهرستان کارماسکالینسکی استان باشقیرستان کشور روسیه است.